# Wilhelm Bernatzik

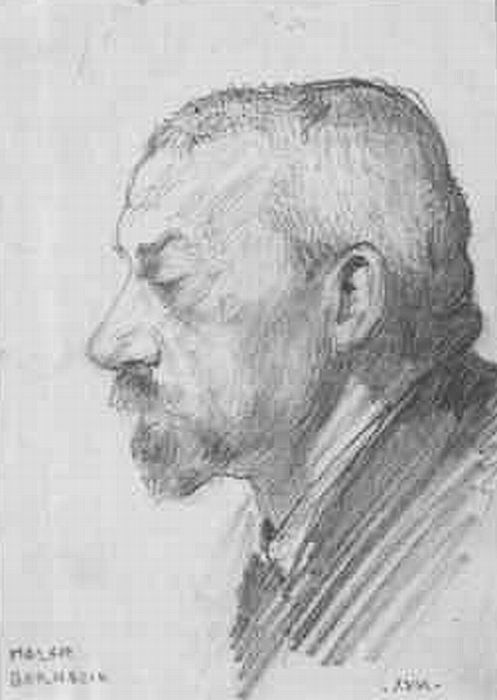
Wilhelm Bernatzik

Wilhelm Bernatzik (* 18. Mai 1853 in Mistelbach, Niederösterreich; † 26. November 1906 in Hinterbrühl bei Mödling, Niederösterreich) war ein österreichischer Maler.

## Leben

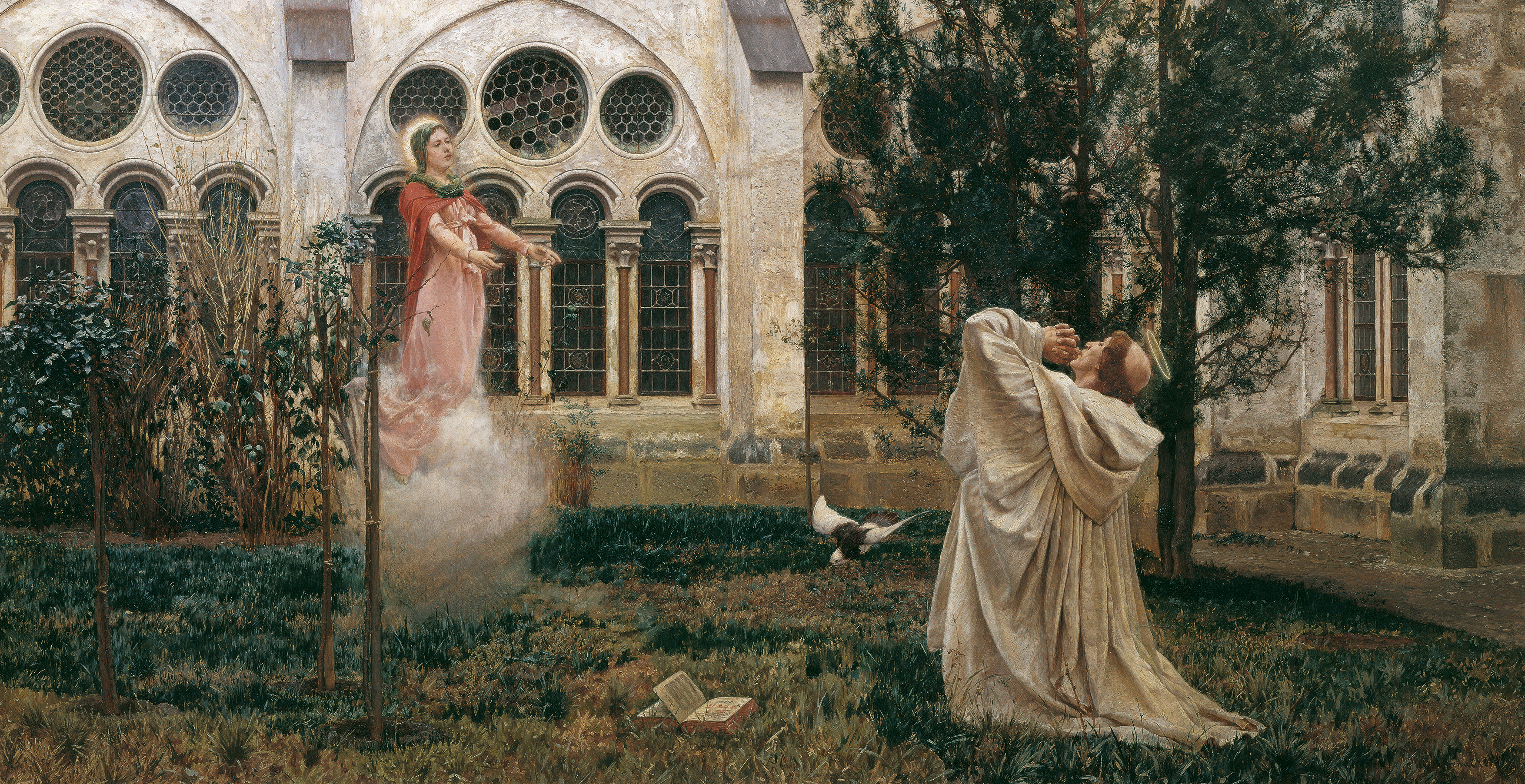
Vision des heiligen Bernhard, 1882, Belvedere, Wien

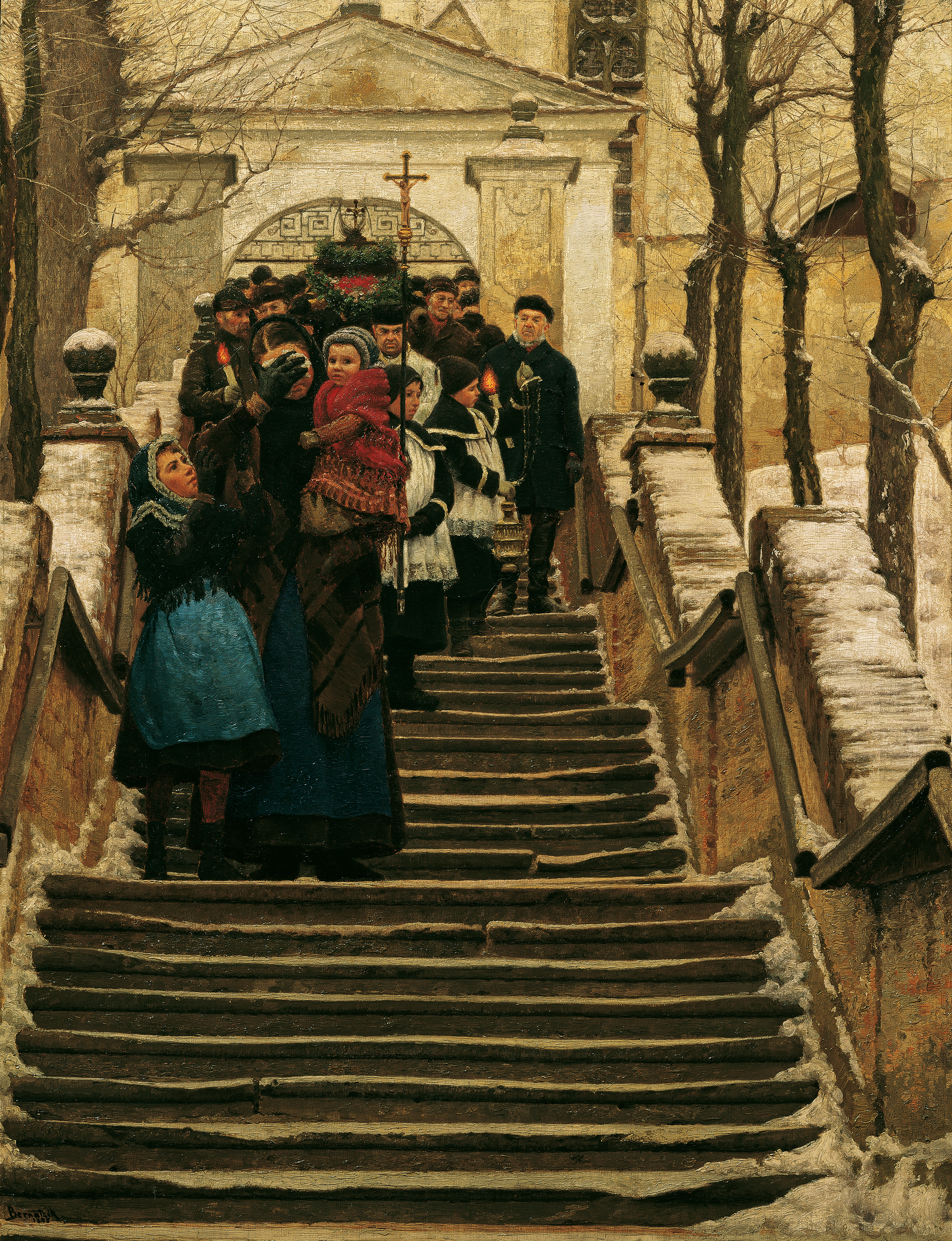
Winter, 1886/1888, Belvedere, Wien – Das Bild zeigt die Kirchenstiege von Bernatziks Geburtsstadt Mistelbach.

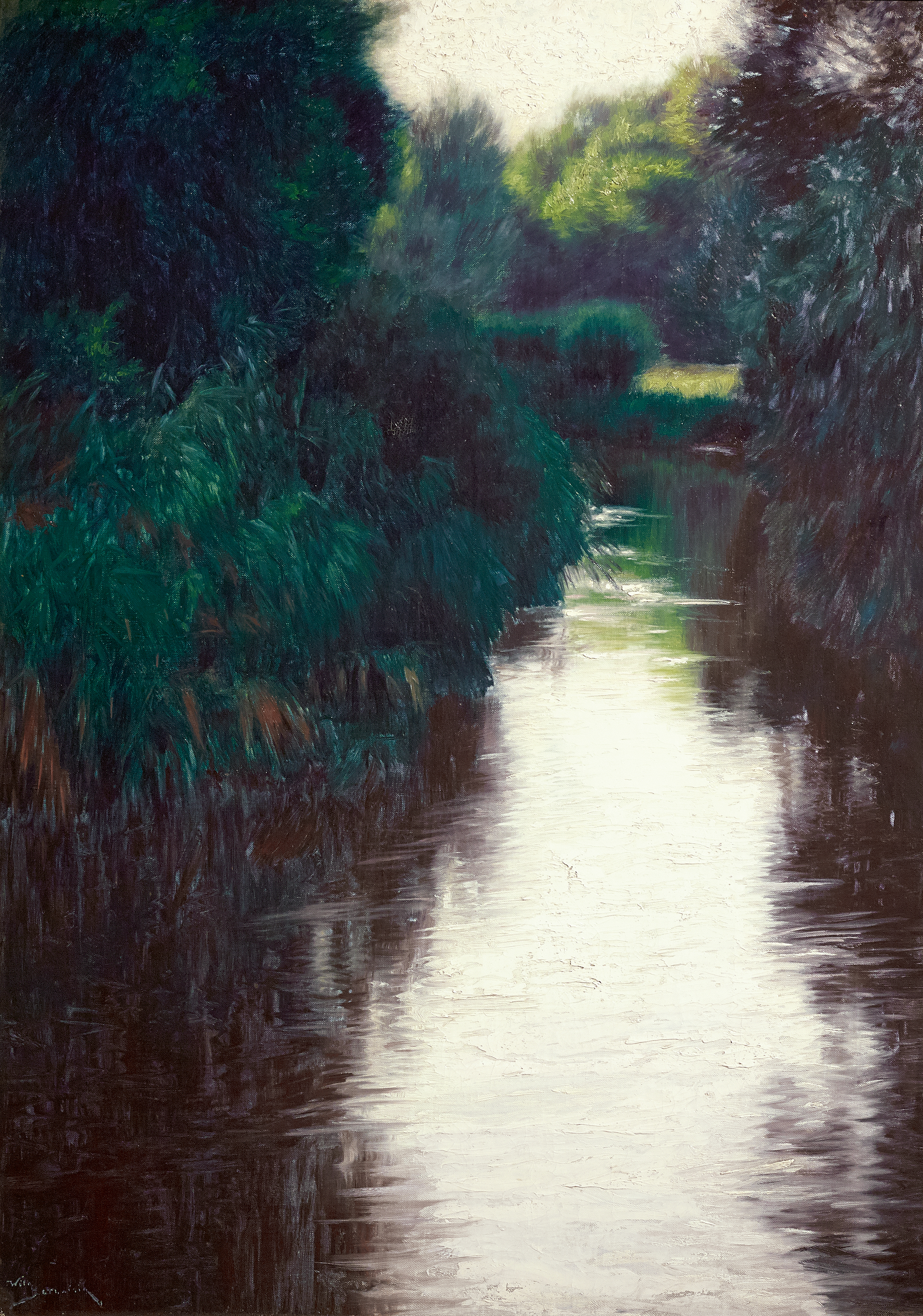
Weiher, um 1900, Belvedere, Wien

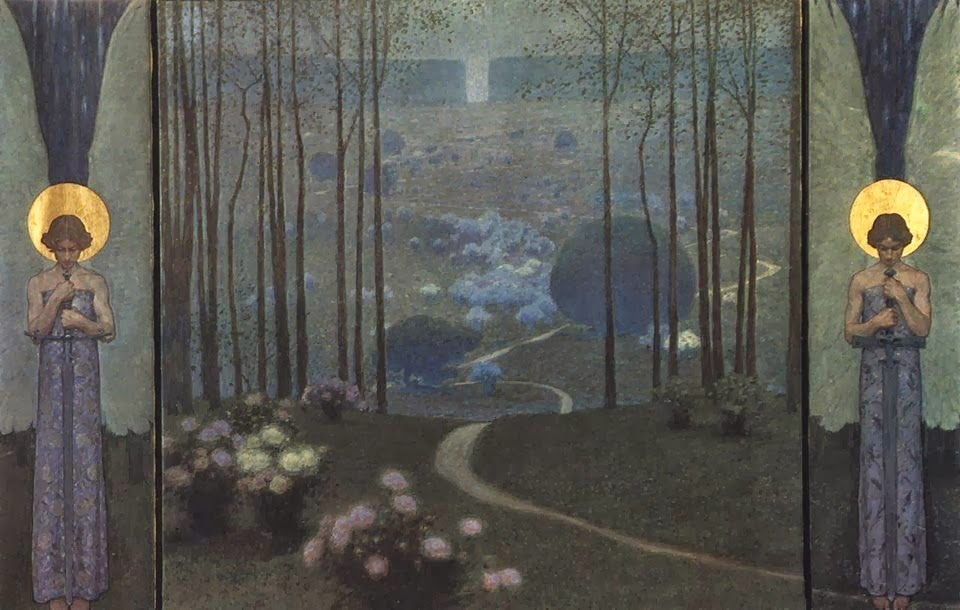
Eingang zum Paradies, 1906, Museum Wiesbaden

Bernatzik studierte zunächst Rechtswissenschaften, ehe er von 1873 bis 1875 die Spezialschule für Landschaftsmalerei an der Wiener Akademie bei Eduard Peithner von Lichtenfels besuchte. Weitere Schüler von Lichtenfels waren unter anderem Ferdinand Andri, Heinrich Tomec, Hans Wilt und Maximilian Suppantschitsch. 1875 erhielt er die Goldene Fügermedaille. Von 1875 bis 1878 hielt er sich in Düsseldorf auf, wo er von 1877 bis 1880 dem Künstlerverein Malkasten angehörte. Schließlich beendete er seine Ausbildung bei Léon Bonnat in Paris, wo er den Impressionismus und die Freilichtmalerei kennenlernte.
Ab 1880 war Bernatzik Mitglied des Wiener Künstlerhauses. 1897 gehörte er zu den Gründungsmitgliedern der Wiener Secession, deren Obmann er 1902 wurde. Nachdem er sich 1903 besondere Verdienste in der Organisation der XVI. Ausstellung (Entwicklung des Impressionismus in Malerei und Plastik) – gemeinsam mit Julius Meier-Graefe – erworben hatte, verließ er die Secession wegen interner Zwistigkeiten gemeinsam mit der Gruppe um Gustav Klimt 1905. Bernatzik gehörte auch zu den frühen Mitgliedern des Deutschen Künstlerbundes.
Wilhelm Bernatzik wurde auf dem Friedhof in Hinterbrühl bestattet.

## Kunstgeschichtliche Bedeutung
Wilhelm Bernatzik war vor allem Landschaftsmaler, wobei er Motive aus Wien und Niederösterreich, u. a. bei Lundenburg, im Steinfeld und in der Wachau, in Pleinair-Malerei bevorzugte. Er schuf auch Genreszenen, wie Prozessionen in Landschaft und symbolistische Bilder. Das Stift Heiligenkreuz und verwandte zisterziensische Thematik erscheinen in nicht wenigen Werken, da das Kloster wenige Kilometer von seinem Hinterbrühler Wohnsitz entfernt ist. Bernatzik gehört zu den Vertretern der Wiener Modern um 1900 und wurde vom Galeristen Hugo Othmar Miethke vertreten. Die Ausstellung seines Werkes bzw. Nachlasses bei Miethke, 1906, war auch kommerziell ein Erfolg.

## Werke (Auswahl)
- Flurumgang bei Dürnstein (St. Pölten, Museum Niederösterreich, Inv. Nr. KS-1836), 1881, Öl auf Leinwand, 73,2×129 cm
- Vision des hl. Bernhard (Wien, Österreichische Galerie Belvedere, Inv. Nr. 2705), 1882, Öl auf Leinwand, 105×201 cm
- Die Heilsboten – Versehgang (St. Pölten, Museum Niederösterreich, Inv. Nr. KS-6627), 1887, Öl auf Leinwand, 91,5×186 cm
- Winter (Wien, Österreichische Galerie Belvedere, Inv. Nr. 797), 1888, Öl auf Leinwand, 96×78 cm
- Weiher (Wien, Österreichische Galerie Belvedere, Inv. Nr. 6557), um 1900, Öl auf Leinwand, 100×71 cm

## Ausstellungen (Auswahl)
- Jubilaumsausstellung der Kgl. Akademie der Künste im Landesausstellungsgebäude zu Berlin, 1888: Wilhelm Bernatzik in Wien: Nr. 90. „Ein Cyclus“.
- I. Kunst-Ausstellung der Vereinigung Bildender Künstler Österreichs. Katalog: Verlag von Gerlach & Schenk, Wien 1898[6]
- 16. Secessionsausstellung vom 17. Januar – 1. März 1903[7]

## Nachruf
- N. N.: [Nekrolog]. In: Die Kunst. Monatshefte für freie und angewandte Kunst 15 (1907), S. 199.